# Rule (Teksas)
Rule je gradić u američkoj saveznoj državi Teksas. Prema popisu stanovništva iz 2010. u njemu je živjelo 636 stanovnika.